# Incursión de pista del Aeropuerto Logan de 2005
La incursión en la pista del Aeropuerto Logan 2005 fue una incursión de pista que ocurrió aproximadamente a las 7:40 p. m., hora del este, el 9 de junio de 2005 entre el vuelo 1170 de US Airways (US1170) y el vuelo 132 de Aer Lingus (EI132). EI132 era un avión Airbus A330-300, propiedad y operado por la aerolínea irlandesa Aer Lingus, destinado a Shannon, Irlanda, y con 12 miembros de la tripulación y 260 pasajeros. US1170 era un avión Boeing 737-300 propiedad de Wells Fargo Bank Northwest NA y operado por US Airways, con destino a Filadelfia, Pensilvaniay con 6 miembros de la tripulación y 103 pasajeros. La incursión tuvo lugar en la pista 9 del Aeropuerto Internacional General Edward Lawrence Logan (BOS), en Boston, Massachusetts. En total, 381 personas estaban a bordo de los dos aviones.

## Incidente
Para reducir la congestión de radio y las consecuencias resultantes del error del piloto o controlador, los aeropuertos con una gran cantidad de operaciones dividirán el controlador de la torre (local) en dos o más posiciones. Este fue el caso esa noche cuando cada uno de los vuelos incidentes era responsabilidad de diferentes controladores. El controlador oeste de control local fue responsable del vuelo 132 de Aer Lingus y el controlador este de control local fue responsable del vuelo 1170 de US Airways. 
A las 19:39:10, el vuelo 132 de Aer Lingus fue autorizado para despegar de la pista 15R por el control local al oeste. Cinco segundos después, el control local al este autorizó el vuelo 1170 de US Airways para despegar de la pista 9 que se cruza con la pista 15R; el avión esencialmente había sido enviado en curso de colisión. Con las terminales del aeropuerto entre los dos aviones cuando comenzaron los despegues, las tripulaciones de vuelo no pudieron verse inicialmente.
Durante el despegue, el primer oficial de US Airways notó el otro avión y se dio cuenta de que podían chocar. Se dio cuenta de que en la intersección de la pista ambas aeronaves estarían empezando a elevarse. Diciéndole al Capitán que "lo mantenga abajo", empujó la columna de control hacia adelante. Pudo evitar que el avión despegara de la pista, lo que le permitió alcanzar la intersección y pasar por debajo del otro avión cuando despegó. Los dos aviones pasaron a una distancia aproximada de 70 pies (21 m) entre sí, con el avión Aer Lingus volando sobre el avión de US Airways. Según el informe de NTSB, el vuelo de US Airways ya había alcanzado su velocidad V1 y ya no podía abortar con seguridad el despegue, por lo tanto, la tripulación de vuelo continuó por la pista y despegó después de pasar por la intersección.

## Premio Superior de Aeronavegabilidad
El Capitán Henry Jones y el Primer Oficial Jim Dannahower recibieron más tarde un Premio de Aeronavegabilidad Superior de la Asociación de Pilotos de la Línea Aérea (ALPA) por sus reacciones rápidas y el ajuste experto de su maniobra de despegue.

## Causa probable
La NTSB completó su investigación y descubrió que el controlador de la torre este había dado permiso al controlador de la torre oeste para que el Aer Lingus partiera en 15R. Mientras coordinaba otro tráfico, se olvidó de liberar ese avión y autorizó el despegue de US Airways. Los procedimientos locales requerían que el controlador este esperara hasta que la salida en 15R hubiera pasado por la intersección antes de despejar el avión en la pista 9 para el despegue. La NTSB informó que la causa probable del incidente fue que el controlador local del este no siguió la Orden 7110.65 de la FAA y los procedimientos locales que resultaron en una incursión en la pista. 
Después del incidente, la torre de Boston cambió sus procedimientos para que solo el controlador local del oeste pueda iniciar una salida en la pista de cruce 15R, y que una vez que los controladores del este acepten la liberación, el avión debe despejarse para el despegue en cinco segundos. Además, para reducir la posibilidad de que este tipo de incidente vuelva a ocurrir, la aeronave no debe mantenerse en la pista 9 esperando su autorización de despegue mientras haya una salida en 15R. Una vez que la salida ha despejado la intersección, el oeste local debe informar al controlador este que la intersección ha sido despejada.